# Ben Bulben
Ben Bulben (také Benbulben, Benbulbin, irsky Binn Ghulbain) je velká stolová hora v hrabství Sligo v Irsku. Tvar hory je dán jejím ledovcovým původem. Hora, vysoká 526 metrů, se nachází v krajině, která je známá jako Yeats Country podle irského básníka Williama Butlera Yeatse.

## Etymologie
Název Ben Bulben je poangličtěním irského názvu Binn Ghulbain, přičemž irské binn znamená skála, hora či horský štít, Ghulbain je pak možno vykládat dvěma způsoby, totiž buď jako genitiv od jména Gulban, nebo jako přídavné jméno ve významu „mající tvar čelisti“. Binn Ghulbain se tak překládá buď jako Gulbanova skála nebo jako Skála ve tvaru čelisti.

## Geologie
Ben Bulben byl zformován za glaciálu působením ledovce. Původně to byl pouze velký hřeben, nicméně přesouvání ledovců po povrchu způsobilo vytvořilo typický tvar stolové hory. Strmější strana hory se skládá především z dartského vápence, na vrcholku s drobnou příměsí glencarského vápence, méně strmá strana se skládá především z břidlice.

## Horolezectví
Na Ben Bulbenu je možno provozovat horolezectví, ačkoli jeho severní strana je velmi nebezpečná, protože se zde vyskytují četné větry a bouře od Atlantského oceánu. Naproti tomu jižní strana je pro horolezectví velmi pohodlná, protože stoupání je zde velmi pozvolné. Z vrcholku je nádherný výhled na oblast Yeats Country.

## Přírodní podmínky
Na Ben Bulbenu je flóra jedinečně různorodá, některé z rostlin tam se vyskytujících se nevyskytují nikde jinde v Irsku. Vegetace je tam arkticko-alpínská, vzhledem k výšce hory, je zde také nižší teplota než v okolí. Rostliny se sem dostaly povětšinou v průběhu tání ledovce, který Ben Bulben vytvořil. Na Ben Bulbenu se nevyskytují žádní živočichové, pouze hmyz.

## Mytologie
Ben Bulben je předmětem mnoha keltských mýtů. Údajně byl domovem Fianny, skupiny loupežníků, žijících ve třetím století. V jednom z příběhů o této bandě je její člen, válečník Diarmuid Ua Duibhne podveden obrem Fionnem mac Cumhaillem, když spolu bojovali na očarovaných kancích. Obrův kanec probodl Diarmuidovi srdce klem. Podle legendy je Ben Bulben místem hrobu obou válečníků.

## Historie
V říjnu 1922, v průběhu irské občanské války, byla četa Irské republikánské armády, vybavená obrněným vozem, donucena ustoupit do kraje Slingo. Obrněný vůz byl zničen armádou Irského svobodného státu a všech devět vojáků se pokusilo uprchnout přes svahy hory. Všichni byli zabiti.

## William Butler Yeats
V anglicky mluvícím světě je Ben Bulben známý mimo jiné proto, že je opěvován v básni, kterou si William Butler Yeats (který je pohřben v nedalekém Drumcliffu) napsal jako svůj epitaf:
Pod lysým Ben Bulbenem

je Yeats v hrobě uložen.

V kostele jen o kus dál

jeden z Yeatsů kázával.

U cesty je starý kříž.

Mramor, frázi nespatříš.

Do vápence zdejšího

dal vyrýt slov nemnoho:

Dlouho se neskláněj

nad smrtí, životem.

Dál, jezdče, uháněj!
(Pod Ben Bulbenem, William Butler Yeats, překlad Jiří Valja)